# Melese cruenta
Melese cruenta là một loài bướm đêm thuộc phân họ Arctiinae, họ Erebidae.